# Olga Kapeliuk
Olga Kapeliuk (hebr. ‏אולגה קפליוק‎; ur. 1932 w Krakowie) – profesor zwyczajny lingwistyki i afrykanistyki na Uniwersytecie Hebrajskim w Jerozolimie. 
Urodziła się w Polsce, po II wojnie światowej wyemigrowała do Izraela. Uważana jest za jednego z najważniejszych izraelskich lingwistów i badaczy języków semickich, zwłaszcza języków etiopskich i współczesnych dialektów języka aramejskiego. Zyskała opinię jednego z największych ekspertów w dziedzinie języka amharskiego. Podczas trwania szerokiej imigracji etiopskich Żydów do Izraela pełniła funkcję doradcy przy narodowym programie edukacyjnym. W 2005 roku otrzymała izraelską nagrodę za osiągnięcia w dziedzinie lingwistyki.

## Wybrane publikacje
- The language of dialogue in modern Amharic literature [in Hebrew]. Ph.D. dissertation. The Hebrew University, Jerusalem 1968.
- "Auxiliaires descriptifs en amharique", in: Proceedings of the international conference on Semitic studies. Israel Academy of Sciences and Humanities 1969, pp. 116–131.
- "L'emploi de la marque de l'accusatif -n en amharique", in: Israel Oriental Studies 2 (1972), pp. 183–214.
- "Il semble que ou il semble qui - un problème de syntaxe amharique", in: Dwight W. Young (ed.), Studies Presented to Hans Jakob Polotsky, Eisenbrauns 1981 (ISBN 0-9605608-0-7), pp. 51–67.
- Nominalization in Amharic. Äthiopistische Forschungen 23. Stuttgart: F. Steiner Verlag Wiesbaden 1988. ISBN 3-515-04512-0.
- "Some common traits in the evolution of Neo-Syriac and of Neo-Ethiopian", in: Jerusalem Studies in Arabic and Islam 12 (1989), pp. 294–320.
- "Miscellanea Neo-Syriaca", in: Jerusalem Studies in Arabic and Islam 15 (1992), pp. 60–73.
- Syntax of the noun in Amharic. Äthiopistische Forschungen 37. Wiesbaden: Harrassowitz 1994. ISBN 3-447-03406-8.
- "The evolution of ərswo and ərsaččäw as sociolinguistic variants", in: Harold G. Marcus, Grover Hudson (eds.), New trends in Ethiopian studies : papers of the 12th international conference of Ethiopian studies, Lawrenceville, NJ: Red Sea Press 1994, pp. 1270–1274.
- "Possessive and determining nominal complexes in Semitic", in: Gideon Goldenberg, Shlomo Raz (eds.), Semitic and Cushitic studies Wiesbaden: Harrassowitz 1994 (ISBN 3-447-03447-5), pp. 65–69.
- "Is modern Hebrew the only “Indo-Europeanized“ Semitic language? And what about Neo-Aramaic?", in: Israel Oriental Studies 16 (1996), pp. 59–70.
- "Reflections on the Ethio-Semitic gerund", in: Katsuyoshi Fukui, Eisei Kurimoto, Masayoshi Shigeta (eds.), Ethiopia in broader perspective : papers of the XIIIth International conference of Ethiopian studies, Kyoto: Shokado 1997, vol. 1, pp. 492–498.
- "The Ethio-Semitic possessive pronouns as predicalizers in historical perspective", in: Aethiopica 1 (1998), pp. 148–163.
- "The gerund and gerundial participle in Eastern Neo-Aramaic", in: Sprachtypologie und Universalienforschung 51/3 (1998), pp. 276–288.
- "Regularity and deviation in peripheral Neo-Semitic", in: Lutz E. Edzard & Mohammed Nekroumi (eds.), Tradition and innovation : norm and deviation in Arabic and Semitic linguistics, Wiesbaden: Harrassowitz 1999, pp. 11–21.
- "Some suprasentential constructions in Amharic", in: Andrzej Zaborski (ed.), New data and new methods in Afroasiatic linguistics : Robert Hetzron in memoriam, Wiesbaden: Harrassowitz 2001 (ISBN 3-447-04420-9), pp. 75–83.